# Judecători (carte)
Judecători (ebraică ספר שופטים, transliterat Sefer Shoftim) este a șaptea carte din Vechiul Testament. După cum arată și titlul, cartea prezintă istoria judecătorilor biblici (evrei).